# Zamek Newycki
Zamek Newycki (ukr. Невицький замок) – zamek na Ukrainie, położony w pobliżu wsi Kamjanycia, 12 km na północ od Użhorodu. Wybudowany został w XIII wieku na szczycie wzgórza pochodzenia wulkanicznego nad doliną rzeki Użok w miejscu wcześniejszej drewnianej fortyfikacji.

## Historia

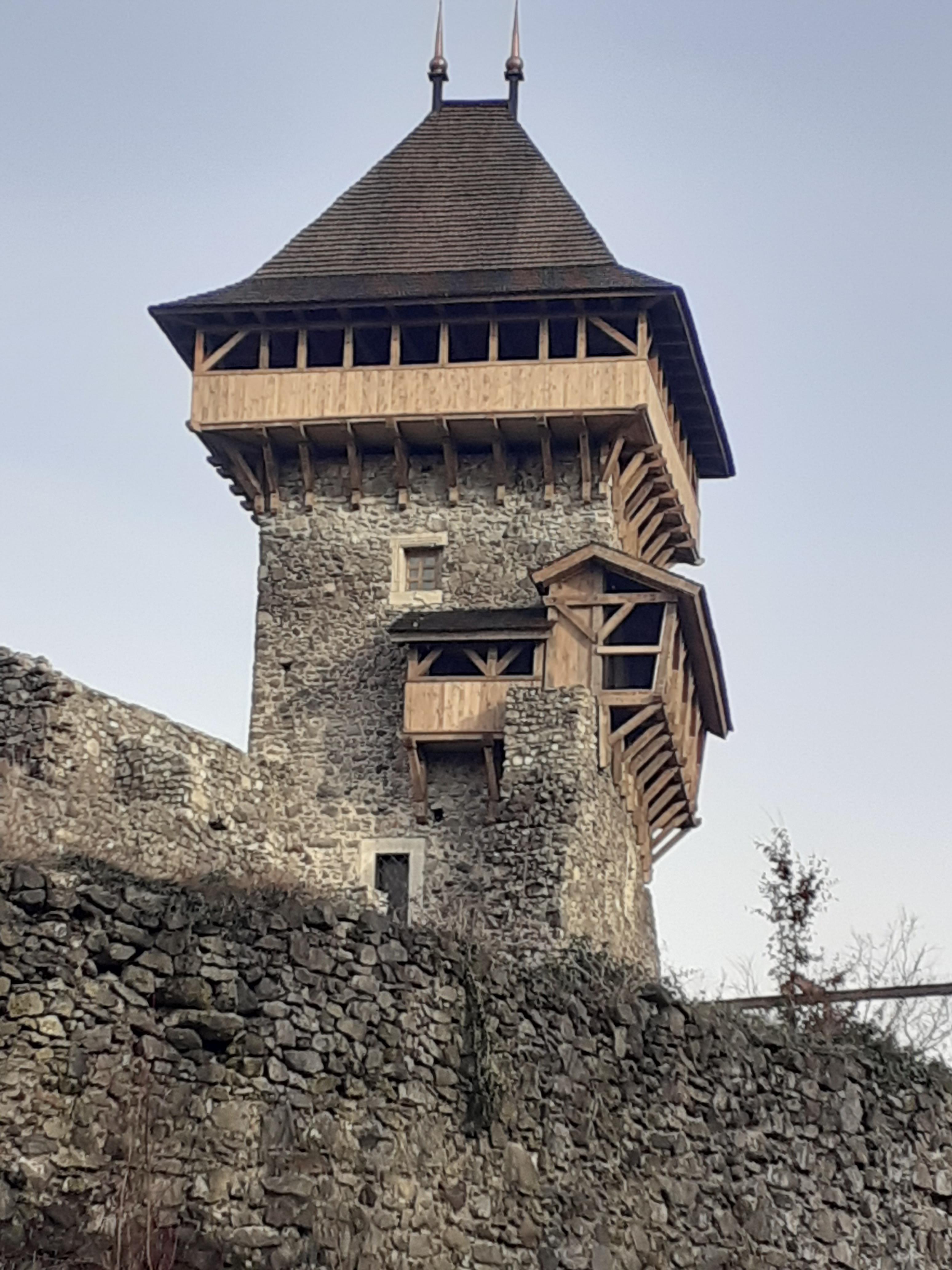
Wieża – donżon, stan w 2021 roku

W 1241 roku zamek zniszczony przez hordy Mongołów-Tatarów, ale w drugiej połowie XIII wieku został odbudowany. Na przełomie XIII-XIV wieku wybudowano czworokątną trójpoziomową basztę z lochem. Wraz z rozwojem broni palnej zamek ciągle był doskonalony i przebudowywano jego kształt, który ostatecznie uzyskał na początku XVI wieku. Na początku XVII wieku, podczas panowania rodu Drugetho, wyniku wojen domowych zamek wielokrotnie przechodziło z rąk do rąk. W 1644 roku zamek został zdobyty i zniszczony przez księcia Siedmiogrodu Jerzego I Rakoczego. Od tego czasu zamek nie został odrestaurowany i dotrwały do naszych czasów w postaci ruiny.